# Talib Kweli
Talib Kweli Greene (Nova Iorque, 3 de outubro de 1974), mais conhecido como Talib Kweli, é um MC estadunidense. Seu primeiro nome significa "estudante" ou "buscador da verdade" em árabe e seu nome do meio significa "verdade" em suaíli. Talib começou a ganhar reconhecimento com o Black Star, uma colaboração com seu companheiro Mos Def.

## Biografia
Ao contrário de outros rappers do Brooklyn, Talib Kweli é oriundo de uma família de bom nível sócio-econômico. Sua mãe é uma professora de inglês no Medgar Evers College na Universidade de Nova York. e seu irmão, Jamal Greene, é professor de lei constitucional na Universidade de Columbia, e graduado na Universidade Yale. Talib, no entanto, se sentiu atraído pelo rap desde cedo, mas sempre conservou uma forte pegada intelectual em suas letras.
É considerado um dos rappers mais líricos da atualidade, tendo sido homenageado por Jay-Z na música Moment of Clarity ("If skills sold, truth be told, I'd probably be lyrically Talib Kweli" - Se habilidade fosse vendida, verdade seja dita, eu provavelmente seria liricamente Talib Kweli")

## Discografia

### Carreira Solo
- Quality (2002)
- The Beautiful Struggle (2004)
- Right About Now: The Official Sucka Free Mix CD|Right About Now (2005)
- Eardrum (2007)
- Gutter Rainbows (2011)
- Prisoner of Conscious (album)|Prisoner of Conscious (2012)

### Black Star
- Mos Def & Talib Kweli are Black Star (1998)
- TBA (2012)

### Reflection Eternal
- Train of Thought (2000)
- Revolutions per Minute (2010)

### Colaborações
Com Madlib
- Liberation (2007)
- Liberation 2

Com Idle Warship
- Habits of the Heart (2011)

Com Lil Wayne e Mack Maine
- Celebrate (2012)